# 蒋德明
蒋德明（1934年4月—2021年7月26日），男，江苏宜兴人，中国内燃机专家，曾任西安交通大学教授、博士生导师，1990年至1998年任西安交通大学校长。